# Un rêve algérien
Pour plus de détails, voir Fiche technique et Distribution.
Un rêve algérien est un documentaire français réalisé par Jean-Pierre Lledo et sorti en 2003.

## Synopsis
Le retour de Henri Alleg en Algérie, près de 40 ans après avoir été contraint de quitter ce pays à la suite du coup d'État de 1965 : « Pour l'enfant que j'ai été, Henri et ses compagnons sont surtout la preuve qu'une autre Algérie était possible, où tous les siens - Arabo-berbères, pieds-noirs et Juifs - auraient pu vivre ensemble... » (Jean-Pierre Lledo).

## Fiche technique
- Titre : Un rêve algérien
- Réalisation :	Jean-Pierre Lledo
- Scénario : Jean-Pierre Lledo
- Photographie : Jean-Jacques Mrejen
- Son : Alain Sironval
- Montage : Chantal Hymans
- Production : Maha Productions - Tarantula - Naouel Films
- Pays :  France
- Genre : documentaire
- Durée : 110 minutes
- Date de sortie : France - 26 novembre 2003

## Sélections
- Festival international du film francophone de Namur 2003[1]
- Festival international du film de Saint-Sébastien 2003[2]